# Brian Majwega
Brian Majwega (ur. 7 listopada 1992 w Mukono) – ugandyjski piłkarz grający na pozycji lewego pomocnika. Od 2019 jest zawodnikiem klubu URA Kampala.

## Kariera klubowa
Swoją karierę piłkarską Majwega rozpoczął w klubie KCCA FC. W sezonie 2009/2010 zadebiutował w jego barwach w pierwszej lidze ugandyjskiej. Grał w nim do 2014 roku. W sezonach 2012/2013 i 2013/2014 dwukrotnie został z nim mistrzem Ugandy. W latach 2015–2016 występował w tanzańskim Azam FC. W sezonach 2014/2015 i 2015/2016 wywalczył z nim dwa wicemistrzostwa Tanzanii. W sezonie 2016/2017 ponownie grał w KCCA FC, z którym sięgnął po dublet - mistrzostwo i Puchar Ugandy. W sezonie 2017/2018 był zawodnikiem URA Kampala, a w sezonie 2018/2019 - Maroons FC. W 2019 wrócił do URA Kampala. W sezonie 2020/2021 został z nim wicemistrzem kraju.

## Kariera reprezentacyjna
W reprezentacji Ugandy Majwega zadebiutował 5 stycznia 2011 w wygranym 3:1 towarzyskim meczu z Burundi, rozegranym w Kairze. Od 2011 do 2017 wystąpił w kadrze narodowej 36 razy i strzelił 3 gole.